# Baggersee (Ingolstadt)
Der Baggersee in Ingolstadt liegt etwa 1,5 km südwestlich der Ingolstädter Altstadt. Mit einer Fläche von ungefähr 50 Hektar ist er, gefolgt vom Auwaldsee, der größte See in Ingolstadt. Der durch Kiesabbau entstandene See in Oberbayern dient der Naherholung.
Das Naherholungsgebiet hat Anschluss an das donauabwärts und donauaufwärts verlaufende Auwaldgebiet („Schütt“), der See selbst grenzt im Süden an den Stausee des Ingolstädter Donauwasserkraftwerkes an. Rund um den Ingolstädter Baggersee führt ein aufgeschotterter Rad- und Fußwanderweg mit einer Länge von 5,3 km, ergänzt durch Lehmwege und Zufahrtsstraßen.
Im Westen reichen die Auwälder der Donau an den Baggersee heran, wobei es sich um die zweitgrößte Hartholzaue an der gesamten Donau handelt. Inmitten der Wälder, nur 350 Meter westlich des Baggersees, liegt der Hopfenwehrl. Der Baggersee wird nur durch einen schmalen Landstrich, dessen Breite an einigen Stellen sogar nur 40 m misst, von der Donau getrennt. Er entstand zwischen den 1950er und 1970er Jahren in Zusammenhang mit der Errichtung der Staustufe Ingolstadt durch flächigen Kiesabbau und ist nach seiner Rekultivierung Teil des mit 150 Hektar größten Ingolstädter Naherholungsgebiets. Zu diesem Zweck entstanden rund um den Baggersee Spiel- und Beachvolleyballplätze, Minigolf sowie ein Ausflugslokal. Das Vereinsheim der SeaScouts wird mittlerweile anderweitig genutzt. Nach zwischenzeitlichen Problemen mit der Wasserqualität ist der Baggersee seit einigen Jahren wieder als Badesee ausgewiesen. Der Baggersee ist auch Austragungsort des jährlich stattfindenden Ingolstädter Fischerfestes. Der Triathlon Ingolstadt wird jährlich am Baggersee ausgetragen.

## Tiergehege
Als Teil des Naherholungsgebiets entstand im Jahr 1970 unmittelbar neben dem Baggersee auch das Tiergehege am Baggersee Ingolstadt. Es umfasst einen Bestand von etwa 40 heimischen Wildtieren, darunter zahlreiche Wisente, Wildschweine und Hirsche. Das Gehege ist etwa 10 Hektar groß und frei zugänglich.